# الجوف العام داخل الجنين
يشير مصطلح الجوف العام داخل الجنين (أو تجويف الجسم) في مراحل نمو الجنين البشري إلى جزء من محصول الحمل يتشكل داخل الأديم المتوسط في الأسبوع الثالث من مراحل نمو الجنين. وينشطر الأديم المتوسط الوحشي إلى أديم متوسط جسدي ظهراني (الجنبة الجسدية) وأديم متوسط حشوي (الجنبة الحشوية) في الأسبوع الثالث من النمو. ويسمى الجوف الواقع بين الجنبة الجسدية والجنبة الحشوية بـالجوف العام داخل الجنين. وهذا الحيز يتسع للأجواف الصدرية والبطنية.
وهذا الحيز إجمالا له علاقة بالجوف العام خارج الجنين.

## وصلات خارجية
- http://www.embryology.ch/anglais/hdisqueembry/triderm09.html
- http://embryology.med.unsw.edu.au/Notes/coelom.htm
- https://web.archive.org/web/20070718112630/http://www.ana.ed.ac.uk/database/humat/notes/embryo/cavities/coelom.htm